# Miguel Ángel Jusayú
Miguel Ángel Jusayú va ser un escriptor i professor veneçolà, docent de la càtedra Llengües Indígenes de l'Escola de Lletres de la Universitat del Zulia i d'origen wayúu. Va ser guanyador del Premi Nacional de Literatura de Veneçuela. el 2006. Va néixer a Wüinpumüin (Alta Guajira) el 1933 dins del clan Jusayu, va perdre la vista als 9 anys d'edat, a conseqüència d'una malaltia. En 1950, va ingressar a l'Institut Veneçolà de Cecs, en Caracas, per a iniciar estudis d'educació primària, els quals va culminar reeixidament en 1956. Dos anys després, es va convertir en el primer mestre de l'ensenyament del codi de lector-escriptura Braille, a Maracaibo. Va morir al juny de 2009.

## Obres
- Morfología Guajira (1975)
- Jüküjaláirrua wayúu (Relatos Guajiros) (1975)
- El Idioma Guajiro. Su Fonética, su Ortografía y su Morfología (1978)
- Jüküjaláirrua wayúu II (Relatos Guajiros II) (1979)
- Diccionario de la lengua guajira: Castellano-guajiro (1981)
- Diccionario Sistemático de la Lengua Guajira (1988)
- Morfología de la Lengua Guajira
- Kanewa, el árbol que daba sed (2005), editado en wayuunaiki i castellà
- Ni era vaca ni era caballo, editat en castellà, suec, danès i noruec
- Gramática de la lengua guajira (Morfosintaxis)